# Taquan Air
Taquan Air — торгова марка, під якою американська місцева авіакомпанія Venture Travel, LLC, що базується в місті Кетчикан (штат Аляска), виконує регулярні та чартерні пасажирські та вантажні авіаперевезення. Порт приписки — Кетчикан-Харбор.

## Історія
Авіакомпанія була заснована в серпні 1977 року як Taquan Air Service Incorporated. Venture Travel, LLC купила активи компанії в квітні 2000 року. Після цього авіакомпанія отримала контракт з Поштовою службою США на обслуговування невеликих населених пунктів.

## Флот
Флот Taquan Air складається з 8 літаків de Havilland Beaver.

## Пункти призначення
Taquan Air виконує регулярні польоти в наступні аеропорти Аляски (на червень 2009 року):
1. Кетчикан (WFB) — Кетчикан-Харбор (FAA: 5KE)
2. Коффман-Кав (KCC) — Коффман-Кав
3. Крейг (Аляска) (CGA) — Крейг
4. Діп-Бей / Моузер-Бей (KMY) — Моузер-Бей
5. Една-Бей (EDA) — Една-Бей
6. Грейс-Харбор (GHR)
7. Лонг-Айленд (LIJ) (сезонний маршрут)
8. Хайдаберг (HYG) — Хайдаберг
9. Хайдер (WHD) — Хайдер (FAA: 4Z7)
10. Метлакатла (MTM) — Метлакатла
11. Наукаті (NKI) — Наукаті (FAA: AK62)
12. Пойнт-Бейкер (KPB) — Пойнт-Бейкер
13. Порт-Протекшен (PPV) — Порт-Протекшен (FAA: 19P)
14. Торн-Бей (KTB) — Торн-Бей
15. Уейл-Пас (WWP) — Норт-Уейл (FAA: 96Z)

Виконуються також нерегулярні перевезення в інші аеропорти і гідроаеропорти Аляски

## Інциденти
24 липня 2007 року літак de Havilland Canada DHC-2 Beaver авіакомпанії по дорозі з бухти Кетчикана в Місті Фьордс зазнав аварії. Пілот Джозеф Кемпбелл і всі чотири пасажири загинули.